# منطقة بتيالة
بتيالة رمزها «PA» (بالإنجليزية: Patiala)‏ ، هو تقسيم إداري لدولة الهند تتبع ولاية بنجاب (بالإنجليزية: Punjab)‏ ، مركزها هو مدينة بتيالة (بالإنجليزية: Patiala)‏ عدد سكانها حسب تعداد سنة 2001 هو 1,839,056 ، مساحتها 3,627 كم² وكثافة السكان 507 لكل كم² .